# العلاقات الرومانية الفلسطينية
كانت العلاقات بين رومانيا و‌منظمة التحرير الفلسطينية قوية منذ بداية النظام الشيوعي في رومانيا في عام 1947. وقد أقيمت العلاقات بين رومانيا ومنظمة التحرير الفلسطينية وعززت في ظل نظام نيكولاي تشاوتشيسكو الذي حكم رومانيا منذ عام 1965 وحتي عام 1989. في عام 1974 اعترفت رومانيا بمنظمة التحرير الفلسطينية، وتم إنشاء مكتب تمثيلي في بوخارست. وأصبح المكتب التمثيلي لمنظمة التحرير الفلسطينية في وقت لاحق سفارة. وخلال ذلك الوقت، تم تدريب العديد من المسلحين الفلسطينيين في رومانيا ومعظم الأسلحة التي استخدمتها منظمة التحرير الفلسطينية ضد إسرائيل صنعت في الاتحاد السوفيتي وبلدان حلف وارسو بما فيها رومانيا. وحتي بعد الثورة الرومانية في عام 1989 التي أطاحت بالنظام الشيوعي وأقامت جمهورية ديمقراطية، ظلت رومانيا ملتزمة بعملية السلام في الشرق الأوسط وبإنشاء دولة فلسطينية مستقلة. في الواقع، حافظت رومانيا على علاقات ثنائية مع إسرائيل ومنظمة التحرير الفلسطينية على حد سواء، وكان ينظر إليها من كلا الجانبين كوسيط محايد. كانت رومانيا من أوائل الدول التي اعترفت بدولة فلسطين بعد إعلان الاستقلال الفلسطيني في 15 نوفمبر 1988. وقد حافظت رومانيا منذ ذلك الحين على علاقاتها مع دولة فلسطين ودأبت دائمًا على دعم قضية الفلسطينيين في الأمم المتحدة.[بحاجة لمصدر]

## الزيارة الرسمية
كما قام الرئيس الفلسطيني محمود عباس بزيارة رسمية لرومانيا في عام 2008 خلال رحلته إلى أوروبا. وخلال إقامته التي استغرقت يومين في بوخارست التقى عباس ترايان باسيسكو رئيس رومانيا، فضلًا عن رئيس الوزراء آنذاك كالين بوبيسكو تارتشيانو، رئيس مجلس الشيوخ الروماني إيلي ساربو، وكذا قادة مجلسي البرلمان الروماني. وأكد الرئيس عباس على العلاقات القوية بين البلدين وأشار إلى أنه في بوخارست عام 1988 عقدت إسرائيل ومنظمة التحرير الفلسطينية اجتماعهما الأول. وفي وقت سابق في فبراير 2008، قام وزير الخارجية الروماني حينها أدريان كيورويانو بزيارة للأراضي الفلسطينية. وخلال الاجتماع أكد كيورويانو مجددًا دعم الشعب الروماني المستمر للقضية الفلسطينية وعملية السلام في الشرق الأوسط. ووافقت السلطة الفلسطينية أيضًا على عدم الاعتراف مطلقًا بإعلان استقلال كوسوفو من جانب واحد على أساس أنه غير قانوني وأنه ينتهك القانون الدولي.

## الصراع بين إسرائيل وغزة
أثناء نزاع إسرائيل وغزة 2008–2009، أشار وزير الشؤون الخارجية كريستيان دياكونيسكو، إلى قلق رومانيا إزاء الحالة الراهنة وأعرب عن اعتقاده بأن وقف العنف وتحديد الحلول للقضايا الإنسانية من قطاع غزة ضروريان تمامًا بالنظر إلى استئناف الحوار السياسي. وقال أن حل هذه الأزمة لا يمكن العثور عليه إلا بالوسائل السياسية وأكد استعداد رومانيا للقيام بالتعاون مع الشركاء من الاتحاد الأوروبي واتباع الإجراءات الثنائية، الاجتهاد الضروري لدعم التنظيم السياسي الدبلوماسي لهذه الأزمة. وقال أيضًا أن السلطات الرومانية، بفهم المصاعب اليومية التي يواجهها سكان قطاع غزة، متاحة أيضًا للتعرف على حلول معينة لمنح المساعدة الإنسانية. خلال نزاع إسرائيل وغزة 2014، قامت وزارة الشؤون الخارجية بتفعيل خلية أزمة لمنح المساعدة القنصلية للمواطنين الرومانيين في قطاع غزة. وبالمثل، تقرر إيفاد عدد من الأفرقة القنصلية المجهزة بوسائل متنقلة لمنح المساعدة القنصلية.